# 스기나미가쿠인 중학고등학교
스기나미가쿠인 중학고등학교(일본어: 杉並学院中学高等学校)은 일본 도쿄도 스기나미구에 위치한 사립 중학교 및 고등학교이다.

## 연혁
- 1923년 4월 22일 - 오쿠다 제봉여학교 설립
- 1926년 4월 20일 - 도요타마 군 스기나미 정 마바시의 신교사로 이전
- 1940년 11월 11일 - 오쿠다 제봉여학교를 계승한 마에다 고등가정여학교를 설립
- 1946년 - 마에다 고등여학교로 개칭
- 1947년 - 신학제에 의한 기쿠카 중고등학교 설립
- 1951년 - 사립학교 법 제정을 통해 기쿠카 학원 설립
- 1955년 - 중학교 휴교 (~ 1995년)
- 2000년 - 스기나미학원 중고등학교로 변경 및 남녀공학으로 전환

## 주요 동문
- 아사오카 루리코
- 아마미 유키
- 이시카와 료
- 나카지마 켄토